# Constantin Daicoviciu

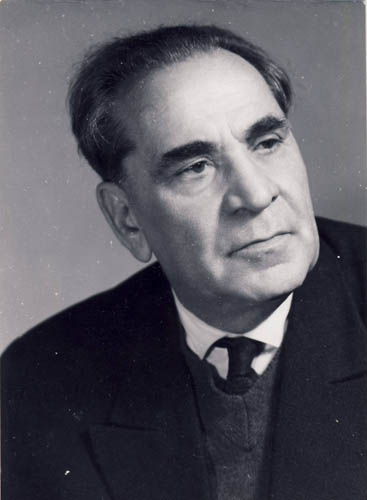
Constantin Daicoviciu

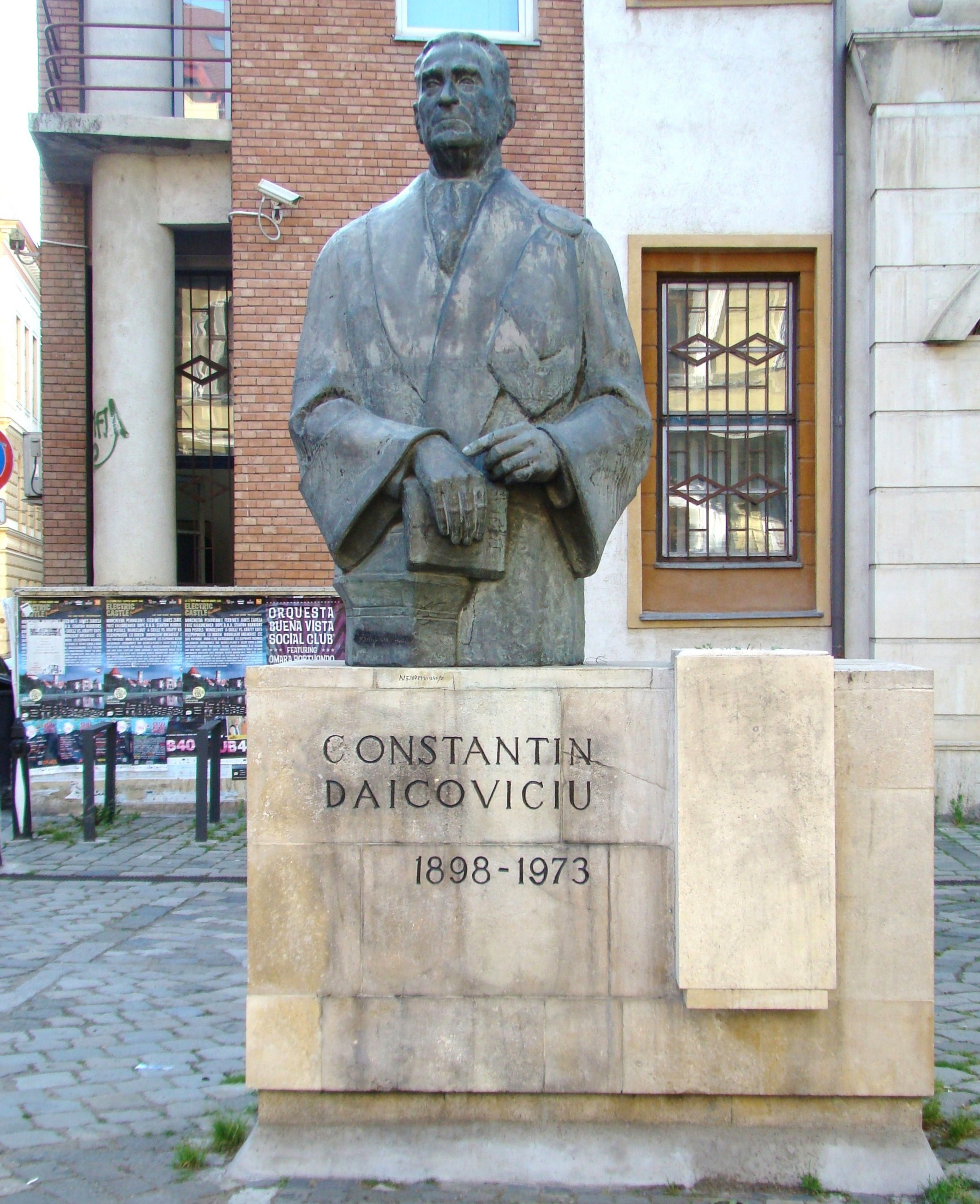
Statue in Cluj-Napoca (von Ion Irimescu, aufgestellt 1977)

Constantin Daicoviciu (Aussprache konstanˈtin ˈdajkovit͡ʃju, * 1. März 1898 in Kavarán, Banat; † 27. Mai 1973 in Cluj) war ein rumänischer Althistoriker, Provinzialrömischer Archäologe und Politiker, der von 1928 bis 1968 an der Universität Cluj lehrte und ab 1961 im Staatsrat saß. Aufgrund seiner historischen und archäologischen Forschung galt er als einer der besten Experten zur Frühgeschichte Rumäniens seiner Zeit.

## Leben
Constantin Daicoviciu, der Sohn eines Lehrers, wuchs in einem kleinen Dorf im Banat auf, das damals zur Doppelmonarchie Österreich-Ungarn gehörte. Von 1918 bis 1922 studierte er an der Universität Cluj altertumswissenschaftliche Fächer, insbesondere Klassische Philologie und Archäologie. Im Jahr 1922 absolvierte er ein Praktikum am Institut für Archäologie und Numismatik. Von 1925 bis 1927 unternahm er als Stipendiat der Accademia di Romania in Roma eine längere Forschungsreise durch Italien. Nach seiner Rückkehr nach Cluj schloss er dort 1928 seine Promotion zum Dr. phil. ab und erhielt eine Assistentenstelle. 1932 habilitierte er sich und erhielt den Preis der Rumänischen Akademie. 1938 wurde er zum ordentlichen Professor ernannt. Im Jahr 1940/41 fungierte er als Dekan, desgleichen 1945 nach dem Staatsstreich in Rumänien. Ab 1945 leitete er auch im Nebenamt das Nationalmuseum der Geschichte Siebenbürgens in Cluj (bis 1968).
Nach dem Ende der Monarchie und Ausrufung der Volksrepublik Rumänien arbeitete Daicoviciu im Januar 1947 als Unterstaatssekretär im Ministerium für soziale Sicherheit und Arbeit. Politisch stand er Gheorghe Gheorghiu-Dej nahe, dem Leiter der Rumänischen Kommunistischen Partei, mit dem er insbesondere eine Vorliebe für nationale Geschichtsschreibung teilte. 1955 wurde er zum Mitglied der Rumänischen Akademie gewählt, 1957 zum Rektor der Universität Cluj. Ab 1961 gehörte Daicoviciu dem Staatsrat an. 1968 trat er in den Ruhestand, blieb jedoch weiterhin an der Akademie und im Staatsrat aktiv.
In seiner Forschungsarbeit verband Daicoviciu stets historische und archäologische Methoden. Sein Arbeitsgebiet war die rumänische Altertumsgeschichte der vorrömischen und römischen Zeit, zu der er zahlreiche Monografien und Aufsätze in rumänischer, französischer, italienischer und deutscher Sprache veröffentlichte. Er beschäftigte sich insbesondere mit römischen Baudenkmälern und lateinischen Inschriften. Ein wichtiger Arbeitsschwerpunkt war die Herkunft des rumänischen Volks und die vorrömische Bevölkerung Dakiens. Neben seinen fachwissenschaftlichen Veröffentlichungen schrieb Daicoviciu auch Sachbücher in rumänischer und deutscher Sprache, die in den 1960er bis 1980er Jahren mehrmals aufgelegt wurden.
Für seine Verdienste wurde Daicoviciu mehrfach geehrt: 1932 ernannte ihn das Deutsche Archäologische Institut zum korrespondierenden Mitglied, 1950 erhielt er den Staatspreis der Volksrepublik Rumänien, 1962 wählte ihn die Österreichische Akademie der Wissenschaften zum korrespondierenden Mitglied, 1968 verlieh ihm die Alfred Toepfer Stiftung F. V. S. den Herder-Preis; ebenfalls 1968 wurde er zum Helden der sozialistischen Arbeit ernannt. Nach seinem Tode wurde 1974 sein Geburtsort Căvăran nach ihm benannt. Am Nationalmuseum der Geschichte Siebenbürgens in Cluj-Napoca wurde eine Straße nach Daicoviciu benannt und außerdem 1977 eine Statue aufgestellt, die der Bildhauer Ion Irimescu geschaffen hatte.
Sein Sohn Hadrian Daicoviciu (1932–1984) schlug als Historiker, Archäologe und Hochschullehrer ebenfalls eine akademische Laufbahn ein.

## Schriften (Auswahl)
Fachwissenschaftliche Monografien
- Un ghid latinesc al Transilvaniei. Cluj 1929
- Sarmizegetusa (Ulpia Traiana) în lumina săpăturilor. Bukarest 1938
- La Transylvanie dans l’Antiquité. Bukarest 1938
  - 2. Auflage, Neubearbeitung in deutscher Sprache: Siebenbürgen im Altertum. Bukarest 1943
  - Italienische Ausgabe: La Transilvania nell’antichità. Bukarest 1943
- Le problème de la continuité en Dacie. Bukarest 1940 (= Revue de Transylvanie 6,1)
- Nesciendi ars. Sibiu 1944
- Aşezările dacice din Munţii Orăştiei: 1. Studul topografic al aşetărilor. 2. Studiu bibliografic asupra aşezarilor. Bukarest 1951
- Cetatea dacică de la Piatra Roşie: monografie arheologica. Bukarest 1954
- Ulpia Traiana: Sarmizegetusa romană. Bukarest 1962. 2. Auflage 1966
  - Französische Ausgabe: Sarmizegetusa. Les citadelles et les agglomérations daciques des Monts d’Orăştie. Bukarest 1963
  - Deutsche Ausgabe: Sarmizegethusa. Die dakischen Burgen und Siedlungsstätten im Orăştie-Gebirge. Bukarest 1963
- La formation du peuple roumain et de sa langue. Bukarest 1963 (= Bibliotheca Historica Romaniae 1)
- Dacia liberă şi Dacia romană. La Dacie libre et la Dacie romaine. Bukarest 1964
- Die Entstehung des rumänischen Volkes und der rumänischen Sprache. Bukarest 1964 (= Bibliotheca historica Romaniae 1)
- Brève histoire de la Transylvanie. Bukarest 1964 (= Bibliotheca Historica Romaniae, Monographies 3)
- Die Herkunft des rumänischen Volkes im Lichte der neuesten Forschungen und Ausgrabungen. München 1967 (= Südosteuropa-Studien 9)
- mit Andrei Aricescu: Noi monumente epigrafice din Scythia Minor. Constanta 1968
- Dacica: studii și articole privind istoria veche a pămîntului românesc. Cluj 1969 (= Bibliotheca Musei Napocensis 1)

Sachbücher
- Istoria Romîniei. Vol. 1: Comuna primitiva. Sclavagismul. Perioada de trecere la feudalism. Bukarest 1960
- Columna lui Traian. Bukarest 1966. 2. Auflage 1968
- mit Ion Miclea: Rumänien in Frühzeit und Altertum. Wien 1970
- mit Emil Condurachi: Rumänien. München/Genf 1972